# Gary Lachman
Pour les articles homonymes, voir Lachman.
Gary Lachman (nom de scène: Gary Valentine) est un écrivain américain et un musicien de rock né le 24 décembre 1955 à Bayonne, New Jersey, aux États-Unis. Ancien membre du groupe Blondie, il se consacre depuis les années 1990 à l’écriture,  essentiellement dans les domaines du mysticisme et de l'ésotérisme.

## Biographie

### Carrière musicale
Il fut le bassiste et compositeur du groupe new wave/punk rock de New York Blondie depuis ses débuts (1975) jusqu'à une brouille avec les autres membres (1977). Sa participation majeure reste la chanson X-Offender, dont il a composé la musique et une partie des paroles et qui permettra le premier contrat discographique du groupe. Paru en 1976 sur le premier album du groupe (Blondie), X Offender est le premier hit du groupe.
À la suite de tensions au sein de la formation, il prend son indépendance quelques mois avant l'enregistrement du second album, dans lequel est présente son excellente composition (I'm Always Touched by Your) Presence, Dear. Il part alors s'installer à Los Angeles et fonde le groupe The Know qui n'a qu'un succès très limité. Quelque temps après, il revient à New York. En 1981 il est le bassiste d'Iggy Pop pour la tournée qui suit la parution du troisième album solo (Party) du chanteur.
Il vit depuis 1996  à Londres au Royaume-Uni. Il a participé à une brève reformation de Essential Logic au milieu des années 1990. En 1996, il est appelé pour  la réunification du groupe Blondie, participe à plusieurs concerts.Sa chanson Amor fati est enregistrée par la formation mais n'est pas retenue sur l'album No Exit (les deux chansons créditées Valentine sont dues à Kathie Valentine). Il a été intronisé avec les autres membres de Blondie au Rock and Roll Hall of Fame en 2006.

### Carrière littéraire
Depuis 1996, il écrit de nombreux livres et articles sur les thèmes de la conscience, de la contreculture mais aussi sur l'occultisme et l'ésotérisme et leur influence sur la culture occidentale.
My life in the blank generation raconte sa vie de musicien entre 1974 et 1981, en pleine explosion du mouvement punk, dans le milieu avant-gardiste  New-yorkais. Turn off your mind (2001, avec une édition complétée en 2009) analyse l'influence de la pensée ésotérique sur les courants culturels des  années 1960. Il a écrit de nombreuses biographies de penseurs "initiés" (Rudolf Steiner, Carl Jung, Emanuel Swedenborg, Aleister Crowley,...). Son travail est  parfois comparé à celui du philosophe Colin Wilson, dont il a écrit une biographie.